# Оксютичі
Оксютичі (Оксютиче, пол. Oksiutycze) — село в Польщі, у гміні Мельник Сім'ятицького повіту Підляського воєводства.

## Історія
Вперше згадується 1581 року як млинарська оселя.
У 1975—1998 роках село належало до Білостоцького воєводства.